# ガストン・ライエ

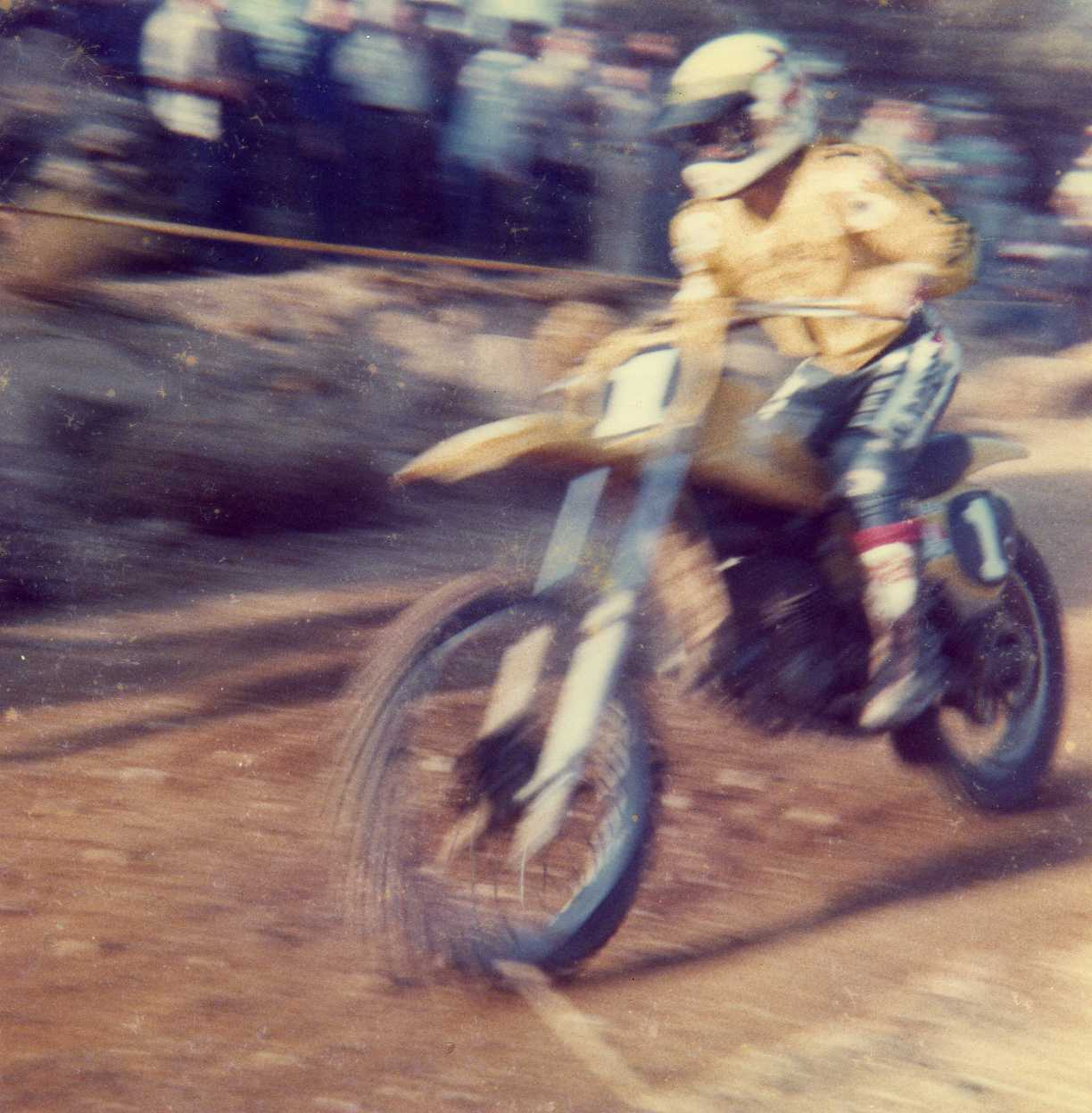
1978年　スズキのモトクロッサーに乗るライエ

ガストン・"ガストゥーネ"・ライエ （Gaston "Gastounet" Rahier, 1947年2月1日 - 2005年2月8日）は、ベルギー・リエージュ州出身のオフロードレーサー。
3度のモトクロス世界選手権125ccクラス王者で、2度のダカール・ラリー二輪部門優勝者。

## 概要
ワロン地方リエージュ州エルヴの出身。

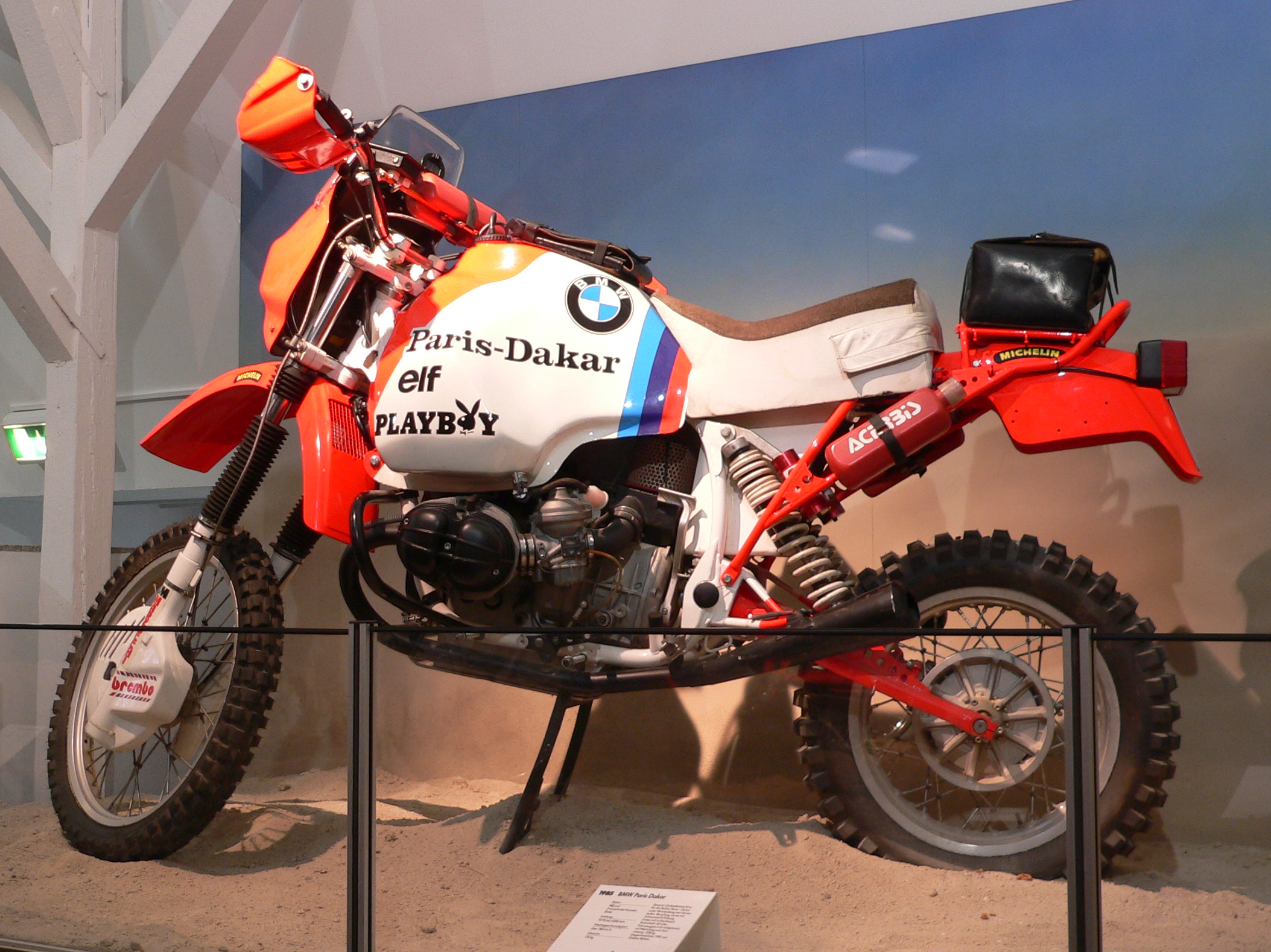
1985年パリ＝ダカール・ラリーで優勝した際のマシン（BMW）

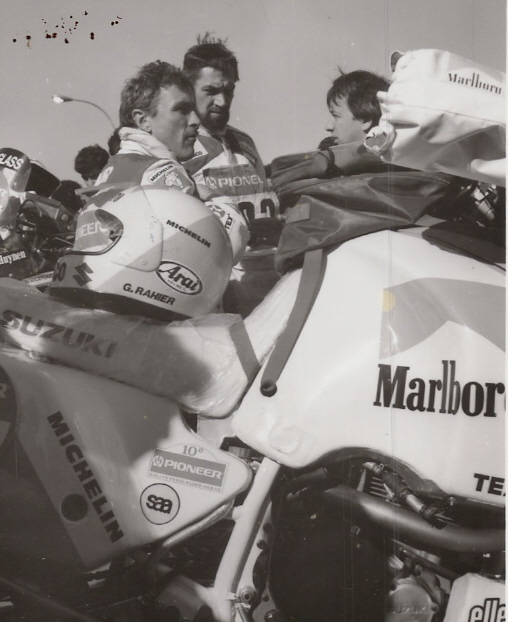
1988年スズキでダカールに参戦するライエ（左）

スズキのワークスチームに所属し、モトクロス世界選手権の125ccクラスで1975年、1976年、1977年と3連覇を達成した。同クラスにおけるタイトル3回は歴代最多タイ記録、通算29勝も歴代1位記録である。この功績により、ベルギーの国家スポーツ功労賞トロフィーを授与された。また1975年にオーストラリアのモトクロス選手権でスズキを駆り、125cc/250cc/アンリミテッドの3クラスで同時にタイトルを獲得するという圧倒的な強さを見せつけた。1982年に片腕を失いかけるような大事故に見舞われ、モトクロスから引退した。
その後順調に回復したライエは、1983年にパリ＝ダカール・ラリーにBMW陣営として出場。僚友ユベール・オリオールや、ホンダのシリル・ヌヴーなどのライバルとしてバトルを繰り広げた。「巨大な評判を持つ小さな男」の異名を持つライエは男性としては小柄（164cm）な体格で、BMWのビッグバイクに跨ると両足が地面に全く届かないため、片足をステップに乗せて走っている状態で右足を大きく回すような跨り方をしたという。
それでも参戦わずか2年目・3年目の1984年と1985年に総合優勝を果たし、1983年のオリオールと合わせてBMWの3連覇に貢献した。フランス人以外の二輪部門優勝は初めてだった。1984年はステージ勝利数でオリオールの半分以下だったが、安定した走りで勝利を掴み取った。1985年は手に負った重傷の手術を隠しながらエントリーで、開始直後にマシンも修復が困難なほどのクラッシュを喫したが、献身的なメカニックたちと本人の努力、さらに猛追してきたオリオールのリタイアにより連覇を達成した。
なおライエはオリオールの後をついていくという、当時は戦略として認められていなかった走り方をよく用いたため、オリオールは終生ライエを嫌っていた。またライエは1987年にオリオールが骨折を負うクラッシュを喫した際、他のライダーが彼を心配して立ち止まる中、ライエは過ぎ去っていった。ゴール後に介抱されるオリオールにライエは近づいたが、オリオールは「邪魔だ、あっち行け！（Get out of the way！）」と叫んだという。またヌヴーも「ライエはダカールでは良い印象が無かった」「好青年と呼べるような人物ではなかった」と、彼に対して否定的な印象を隠していなかった。
1986年大会では肋骨6本と鎖骨を骨折するが、最後まで走りきった。
1987年はル・マン24時間レースにもジャン・ロンドーのマシンで参戦し、総合12位で完走した。
BMWが撤退した1988年からはスズキのワークス支援も受けて「ガストン・ライエ・レーシング」としてラリーレイドに参戦。同年ファラオ・ラリーでは総合優勝を果たすが、ダカールでは総合10位以内に入るのがやっとだった。同チームには日本人モトクロス世界王者の渡辺明も所属した。
1992年にスズキと袂を分かち、バギーカーでの四輪部門参戦に切り替えた。この年行われたパリ〜モスクワ〜北京ラリーもバギーで参戦したが、序盤のワルシャワ目前で一般車両と事故を起こして大破し、早々にリタイアしている。1995年を最後にダカールから引退した。
ゴルフ愛好家でもあり、F1王者のアラン・プロストや俳優ジャン＝ポール・ベルモンドともプレイしていたという
競技以外ではカジバ、ハスクバーナのディーラーを経営していた。
日本人オフロードレーサーの佐野新世は2000年代の欧州における二輪活動で、ライエのサポートを受けて参戦していた。
癌との長い闘病の末、2005年にパリ市内の病院で死去。享年58。
2022年に、ライエの引き出しにしまわれていた、ダカール連覇記念でカルティエから送られた高級時計が、遺族によりパリのオークションに出品され、100万ユーロで落札された。